# روبرت بي. تومسون
روبرت بي. تومسون (بالإنجليزية: Robert B. Thompson)‏ هو مبشر وصحفي أمريكي، ولد في 1 أكتوبر 1811، وتوفي في 27 أغسطس 1841.